# Quiza
Quiza (łac. Diocesis  Quiziensis) – stolica historycznej diecezji we Cesarstwie rzymskim w prowincji Mauretania Cezarensis, zlikwidowana w VII w. podczas ekspansji islamskiej, współcześnie w północnej Algierii. Obecnie katolickie biskupstwo tytularne. 

## Biskupi tytularni
| Lp. | Biskup                       | Funkcja                                  | Od              | Do                  |
| --- | ---------------------------- | ---------------------------------------- | --------------- | ------------------- |
| 1   | Adrien Cimichella            | biskup pomocniczy Montrealu (Kanada)     | 5 czerwca 1964  | 21 lipca 2004       |
| 2   | José Guadalupe Torres Campos | biskup pomocniczy Ciudad Juárez (Meksyk) | 10 grudnia 2005 | 25 listopada 2008   |
| 3   | Cirilo Flores                | biskup pomocniczy Orange (USA)           | 5 stycznia 2009 | 4 stycznia 2012     |
| 4   | Linas Vodopjanovas           | biskup pomocniczy Telszy (Litwa)         | 11 lutego 2012  | 20 maja 2016        |
| 5   | Anthony Randazzo             | biskup pomocniczy Sydney (Australia)     | 24 czerwca 2016 | 7 października 2019 |
| 6   | Ján Kuboš                    | biskup pomocniczy spiski (Słowacja)      | 25 marca 2020   |                     |